# Llista de topònims de Baixàs
Llista de topònims (noms propis de lloc) de Baixàs (Rosselló).
Informació actualitzada per un bot. Els canvis manuals es perdran quan s'actualitzi!

## element arquitectònic
| imatge | Nom                                                               | Ubicat a | instància de          | Detalls | coordenades           | Protecció | Commons (més fotos) | Dades a WD                    |
| ------ | ----------------------------------------------------------------- | -------- | --------------------- | ------- | --------------------- | --------- | ------------------- | ----------------------------- |
|        | elements arquitectònics de la façana sud de Santa Maria de Baixàs | Baixàs   | element arquitectònic |         | Santa Maria de Baixàs |           |                     | Modifica les dades a Wikidata |
|        | elements arquitectònics de la sagristia de Santa Maria de Baixàs  | Baixàs   | element arquitectònic |         | Santa Maria de Baixàs |           |                     | Modifica les dades a Wikidata |

## església
| imatge | Nom                                | Ubicat a | instància de    | Detalls                                                       | coordenades                                       | Protecció                   | Commons (més fotos)                           | Dades a WD                    |
| ------ | ---------------------------------- | -------- | --------------- | ------------------------------------------------------------- | ------------------------------------------------- | --------------------------- | --------------------------------------------- | ----------------------------- |
|        | Santa Maria de Baixàs              | Baixàs   | església        | Estil: arquitectura romànica Anomenat per: nativitat de Maria | 42° 45′ 02″ N, 2° 48′ 30″ E / 42.7506°N,2.8084°E  | monument històric catalogat | Église de la Nativité-de-Notre-Dame de Baixas | Modifica les dades a Wikidata |
|        | ermita de Santa Caterina de Baixàs | Baixàs   | església ermita | Dedicat a: Caterina d'Alexandria                              | 42° 45′ 02″ N, 2° 48′ 16″ E / 42.7506°N,2.80444°E |                             | Ermitage Sainte-Catherine de Baixas           | Modifica les dades a Wikidata |

## Misc
| imatge | Nom                                          | Ubicat a                     | instància de                            | Detalls                              | coordenades                                                                                                | Protecció | Commons (més fotos) | Dades a WD                    |
| ------ | -------------------------------------------- | ---------------------------- | --------------------------------------- | ------------------------------------ | --- | --------- | ------------------- | ----------------------------- |
|        | Baixas                                       | Baixàs                       | estació de ferrocarril                  |                                      | 42° 45′ 08″ N, 2° 48′ 55″ E / 42.752196°N,2.815386°E                                                       |           |                     | Modifica les dades a Wikidata |
|        | Bosc Comunal de Baixàs                       | Baixàs                       | bosc comunal                            |                                      | 42° 45′ 37″ N, 2° 47′ 34″ E / 42.760277777778°N,2.7927777777778°E                                          |           |                     | Modifica les dades a Wikidata |
|        | Puig Domena                                  | Baixàs                       | muntanya                                |                                      | 42° 45′ 09″ N, 2° 47′ 57″ E / 42.752611°N,2.799194°E 139.6 msnm                                            |           |                     | Modifica les dades a Wikidata |
|        | Rue / Place Zamenhof                         | Baixàs                       | carrer plaça objecte Zamenhof-Esperanto | Anomenat per: Ludwik Lejzer Zamenhof | 42° 44′ 58″ N, 2° 48′ 29″ E / 42.749425°N,2.808155°E                                                       |           |                     | Modifica les dades a Wikidata |
|        | Serrat de la Pietat                          | Baixàs                       | serralada                               |                                      | 42° 45′ 31″ N, 2° 48′ 06″ E / 42.758722222222225°N,2.801736111111111°E                                     |           |                     | Modifica les dades a Wikidata |
|        | Serrat del Jutge                             | Baixàs Vilanova de la Ribera | serra                                   |                                      | 42° 43′ 19″ N, 2° 47′ 48″ E / 42.721839°N,2.79661°E                                                        |           |                     | Modifica les dades a Wikidata |
|        | Vila fortificada de Baixàs                   | Baixàs                       | vila closa                              | Estil: arquitectura romànica         | 42° 45′ 01″ N, 2° 48′ 34″ E / 42.750277777778°N,2.8094444444444°E 80.7 msnm                                |           |                     | Modifica les dades a Wikidata |
|        | capella del cementiri de Baixàs              | Baixàs                       | capella de cementiri                    |                                      | 42° 45′ 10″ N, 2° 48′ 53″ E / 42.752725°N,2.814836°E cementiri de Baixàs                                   |           |                     | Modifica les dades a Wikidata |
|        | casa de la vila de Baixàs                    | Baixàs                       | instal·lació Ús: seu del govern local   |                                      | 42° 45′ 04″ N, 2° 48′ 42″ E / 42.7511748999312°N,2.81172015571695°E fr:1 BD DE LA REPUBLIQUE, 66390 BAIXAS |           | Town hall of Baixas | Modifica les dades a Wikidata |
|        | cementiri de Baixàs                          | Baixàs                       | cementiri                               |                                      | 42° 45′ 07″ N, 2° 48′ 50″ E / 42.7519°N,2.8139°E                                                           |           |                     | Modifica les dades a Wikidata |
|        | clau de volta i arc de Santa Maria de Baixàs | Baixàs                       | grup                                    |                                      | Santa Maria de Baixàs                                                                                      |           |                     | Modifica les dades a Wikidata |
|        | cova d'Amaga la Dona                         | Baixàs                       | avenc                                   |                                      | |           |                     | Modifica les dades a Wikidata |